# Judaizm rekonstrukcjonistyczny
Judaizm rekonstrukcjonistyczny – najmniejszy z 4 głównych nurtów współczesnego judaizmu, założony przez Mordechaja Kaplana. Powstał (formalnie) w roku 1968 – po odejściu Kaplana z synagogi konserwatywnej, choć jego początki można cofnąć aż do 1920 roku. Ruch liczy 60.000 do 150.000 wiernych (prawie wyłącznie w USA), ma jednak znaczny wpływ na społeczność żydowską Ameryki. Judaizm rekonstrukcjonistyczny uznaje Boga za pewną ludzką ideę, a judaizm za ewoluującą cywilizację. Większość rekonstrukcjonistów odrzuca ideę "narodu wybranego", a także wiarę w cuda i wydarzenia nadprzyrodzone (choć w ostatnich latach informacje o niektórych cudach powracają do rekonstrukcjonistycznych modlitewników). Rekonstrukcjoniści, w odróżnieniu od reformatorów, ściśle zachowują prawo żydowskie (czasem ściślej niż ortodoksi), natomiast w innych kwestiach są od reformatorów znacznie bardziej liberalni. Dotyczy to głównie sfery prywatnej – akceptują w takim samym stopniu seks homoseksualny tak jak heteroseksualny oraz propagują emancypację kobiet (konsekracja pierwszej kobiety – rabina oraz pierwsza bat micwa miały miejsce w ich wspólnocie). Jeszcze bardziej radykalny jest judaizm humanistyczny, który usunął ze swoich rytuałów słowo Bóg. Konwersja na judaizm rekonstrukcjonistyczny ma charakter uproszczony. Nie wymaga zanurzenia w mykwie i obrzezania.